# Zeitschrift für katholische Theologie
La Zeitschrift für katholische Theologie [ZKTh] est une revue trimestrielle de langue allemande, spécialisée en théologie catholique. De haut niveau académique elle fut fondée en 1877 par des professeurs et théologiens jésuites du théologat d’Innsbruck, en Autriche (aujourd’hui faculté de théologie de l’université). 

## Histoire
L’objectif de la revue trimestrielle est de promouvoir recherche, discussion et dialogue, particulièrement dans le domaine œcuménique, avec l’esprit d’ouverture tel que souhaité par le concile Vatican II.
Des théologiens tels le chercheur en luthéranisme Hartmann Grisar (de), les liturgistes Josef Andreas Jungmann et Hans Bernhard Meyer (1924-2002), l’historien et théologien Hugo Rahner et son frère le théologien dogmatiste Karl Rahner contribuèrent fréquemment à la revue.
Toujours dirigée par des pères jésuites (province d’Autriche), professeurs à la faculté de théologie de l’Université d'Innsbruck, la revue continue au XXIe siècle à faire face aux défis humains et religieux contemporains dans la fidélité à la Tradition chrétienne et le respect des différences  de domaines philosophique et théologique. 
Depuis 2005 la revue est indexée au JSTOR. Très internationale, son lectorat se trouve en 45 pays différents, de tous les continents. Son directeur actuel en est le père Boris Repschinski.